# Journal de 20 heures (France 2)
Le Journal de 20 heures (symbolisé 20h) est un journal télévisé français diffusé chaque soir en direct à 19 h 58 depuis le 6 janvier 1975 sur Antenne 2 puis France 2.

## Histoire
Ce journal succède à 24 heures actualités, 24 heures sur la Deux et INF 2 diffusés successivement depuis le 15 septembre 1967.
La suppression de l'ORTF le 31 décembre 1974 amène la nouvelle société de programme Antenne 2 issue de la scission de l'Office à créer une nouvelle rédaction regroupant la plupart des anciens journalistes d'INF 2 et d'autres venus des anciennes rédactions de la première ou de la troisième chaîne. Le nouveau directeur de la rédaction, Jacques Sallebert, installe tous les soirs à 20 heures, dès le 6 janvier 1975, Le Journal d'Antenne 2 dont le premier générique est confié à Jean-Michel Folon qui habille aussi l'antenne. Jean-Marie Cavada en est le premier présentateur. La première équipe de présentation est complétée par Jean Lanzi, Jean-Michel Desjeunes et Pierre Lescure. Ces deux derniers quittent la chaîne dès juillet.  
Une nouvelle formule est instaurée face au décrochage de l’audience par rapport à IT1 où Roger Gicquel a d’emblée imprimé sa marque. Un présentateur d’âge mûr est retenu : Guy Thomas, venu d’Europe 1.  
En 1976, Jacques Sallebert confie la présentation à Patrick Poivre d'Arvor, Paul Lefèvre et Patrick Lecoq, en complément de Guy Thomas.  
A l’été 1976, une nouvelle formule est essayée autour d’Hélène Vida, puis d’un trio Daniel Bilalian, Patrick Poivre d’Arvor et Didier Lecat.  
Face aux résultats décevants, Jean-Pierre Elkabbach, limogé a l’été 1974 et alors au 13 heures de France Inter, est rappelé comme directeur de l’information. Il réforme le journal, impulsant lui-même la nouvelle formule à compter du 14 février 1977. Il teste plusieurs présentateurs : Gérard Holtz, Jean-Claude Mangeot et Patrick Poivre d’Arvor. Ce dernier est titularisé en semaine à compter de septembre. Patrick Lecoq assure les week-ends. 
Cette réforme développe progressivement l'audience de ce rendez-vous d'information. 
En octobre 1981, PPDA doit partager la présentation de cette édition avec Christine Ockrent dès 1981. Bernard Rapp le remplace en 1983 après son départ du journal.  
En avril 1985, Christine Ockrent quitte le journal après l’avoir placé largement en tête de l’audience. Elle est remplacée par Daniel Bilalian.  
En janvier 1986, ce dernier est remplacé et Claude Sérillon lui succède à la présentation jusqu’en juillet 1987. Henri Sannier arrive de FR3 en septembre 1987. Il est remplacé en septembre 1988 par Christine Ockrent (dont le compagnon, Bernard Kouchner, est alors ministre). 
En 1989, elle alterne avec Hervé Claude. L’année suivante, Bruno Masure arrive de TF1 et alterne avec Henri Sannier.  
Entre 1978 et 1988, la BBC alternait la diffusion des JT de 20 heures de TF1 et Antenne 2, retransmis via l'Eurovision sur BBC 2 en français avec des sous-titres en anglais sous le nom Télé-journal après le Late Night News (ou Newsnight à partir de 1980),,.
De plus, le Journal de 20 heures d'Antenne 2 (et plus tard de France 2) était diffusé à New-York sur la chaîne locale WNYE-Channel 25 depuis octobre 1989 jusqu’aux années 2000 et sur AZN Television (anciennement International Channel) de 1990 à 2008. Jusqu'à maintenant, le JT de 20 heures est aussi diffusé sur TV5 Monde.
Le 7 septembre 1992, Antenne 2 devient France 2 et le directeur de la rédaction confie la présentation du Journal de 20 heures de France 2 à Paul Amar qui officiait jusque-là à la présentation du 19/20 de FR3. Ce dernier est congédié à la suite d'un débat « pathétique » qu'il organise entre Bernard Tapie et Jean-Marie Le Pen en juin 1994. Il est remplacé par Bruno Masure et Daniel Bilalian qui présentent le journal en alternance. 
En 2001, le nouveau directeur de l'information Olivier Mazerolle recrute David Pujadas, venu de LCI, pour présenter le 20 heures. Les audiences remontent en passant de 22 % en 2001 à 24,7 % de PDM en 2004.
En 2014, David Pujadas présente ce journal télévisé depuis quatorze ans et, à l'occasion d'une baisse d'audience, le site web Rue89 publie un article dans lequel des téléspectateurs indiquent les raisons de leur abandon.
Lundi 22 septembre 2014, le journal réalise sa meilleure audience depuis fin mars (hors d’été) avec cinq millions de téléspectateurs et 20,2 % de part du marché[réf. nécessaire].
Le jeudi 8 juin 2017, David Pujadas présente pour la dernière fois le journal du soir de France 2. La rédaction lui a réservé un hommage de près de dix minutes. David Pujadas quant à lui, a fait ses adieux en fin de journal, acclamé par la rédaction et ses proches, avec notamment Léa Salamé qui était présente. Le journal réalise une forte audience avec près de 5,5 millions de téléspectateurs, avec un pic à 7,1 millions de téléspectateurs, et 25,8 % de part du marché.
Depuis le dimanche 10 septembre 2017, le journal de 20h du dimanche soir passe à 60 minutes (au lieu de 40) avec un nouveau magazine diffusé généralement en direct, après le journal de 20 heures pendant 25 minutes. Ce nouveau magazine appelé 20 h 30 le dimanche propose une nouvelle offre culturelle et fait dialoguer plusieurs invités dont des chanteurs qui peuvent interpréter des chansons.
Depuis le samedi 16 mars 2019, le journal de 20h du samedi soir passe de nouveau à 60 minutes (au lieu de 40) avec un nouveau magazine diffusé généralement en direct, après le journal de 20 heures pendant 25 minutes. Ce nouveau magazine appelé 20 h 30 le samedi traite de tous les sujets, il propose une offre culturelle que l'on retrouve également dans le 20 h 30 le dimanche.
Ces deux magazines du Week-end sont tournés dans le studio C amovible de 300 m2 qui est utilisé également depuis 2017 pour les journaux télévisés, les éditions spéciales, Télématin et C'est au programme (jusqu'en 2021 et 2019 respectivement).

### Identité visuelle (logo)

Logo du 20 heures du 5 septembre 1994 au 12 octobre 1997.
Logo du 20 heures du 3 septembre 2001 au 3 septembre 2006.
Logo du 20 heures du 4 septembre 2006 au 31 août 2014.
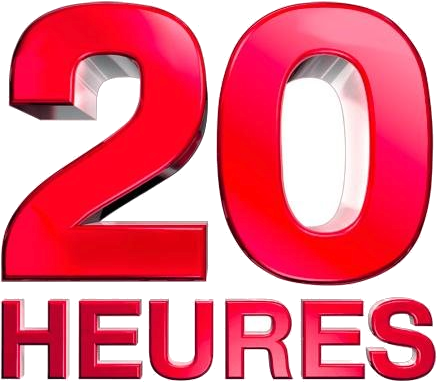
Logo du 20 heures du 1er septembre 2014 au 25 août 2019.
Logo du 20 heures du 26 août 2019 au 27 août 2023.
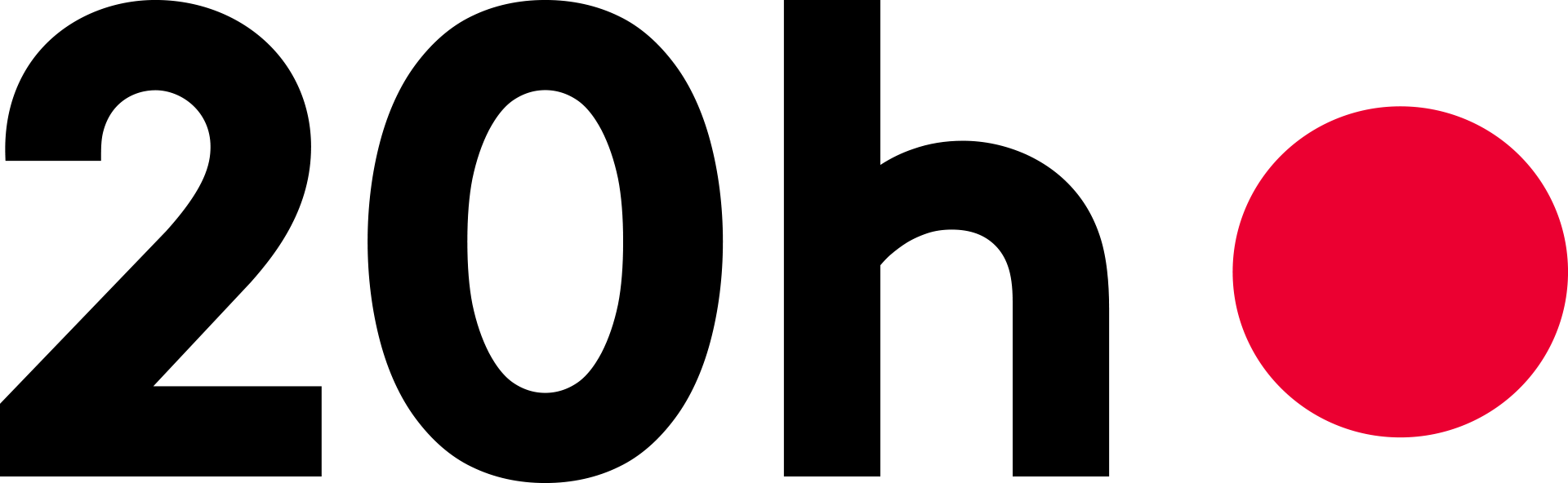
Logo du 20h depuis le 28 août 2023.

## Lieux de tournage

### 15 septembre 1967 - 30 septembre 1984 | Studio 1, rue Cognac-Jay
Le Journal de 20 heures d'Antenne 2 est d'abord réalisé dans le studio 1 du 13-15 rue Cognacq-Jay à Paris, dans lequel est aussi réalisé au même moment le journal de 20 heures de TF1 dont le plateau est situé juste à côté.
Le décor comprend une table ronde de bakélite blanche permettant d'accueillir de nombreux invités dans un environnement mêlant moquettes, tapis et murs marron-orangé.

### 1eroctobre 1984- 14août 1998[10]| Studio Pierre Sabbagh, avenue Montaigne
Avec le déménagement d'Antenne 2 avenue Montaigne, un nouveau plateau est construit dans un studio et prend le nom de Pierre Sabbagh, co-inventeur du journal télévisé, entre autres. Ce studio sera d'ailleurs conservé pour désigner les plateaux des journaux de France 2 dans les futurs locaux de France Télévision.
Ce studio connaît plusieurs décors, blanc avec des carreaux de verre, bleu et blanc avec des écrans et même un non décor qui se matérialise par un fond noir d'octobre 1997 à février 1998.

### 15 août 1998[10]- 3 septembre 2006 | Studio Pierre Sabbagh, esplanade Henri de France
En août 1998, le plateau déménage à la maison de France Télévision et adopte un nouveau décor. Une table triangulaire en verre blanc trône dans une pièce carrée habillée de fond bleu ciel devant lesquels des panneaux et rouleaux de plexiglas blanc découpés en forme de pays et continents évoluent pour dynamiser l'arrière-plan.
Lors du passage au numérique, le plateau est réaménagé et agrandi, les éléments mobiles sont figés, la réalisation montre davantage de plans larges et l'habillage visuel ainsi que les génériques sont légèrement modifiés au fil des ans.

### 4 septembre 2006 - 22 janvier 2012 | Studio Pierre Sabbagh, esplanade Henri de France
À la rentrée 2006, le plateau est réaménagé et son décor repensé. Il intègre une table triangulaire imposante et le décor se compose de grands écrans géants encadrés de bois et de verre. L'ambiance bleu nuit est relevée par des incrustations de lumières couleur or.
Le générique sonore est modifié et s'approche de ceux des journaux et chaines d'information continue américaines. Côté visuel, le générique de l'édition du 20 HEURES reprend le carré rouge du 13 HEURES adopté en 2004 qui occupe l'ensemble de l'écran puis se dézoome tout en se retirant sur le côté gauche dévoilant le plateau en plan large et le nom du présentateur incrusté dans le décor.

### 23 janvier 2012 - 31 août 2014 | Atrium Gilles Jacquier, esplanade Henri de France
À partir de janvier 2012, l'ensemble des journaux de 13 et de 20 heures sont tournés dans l'Atrium de la Maison France Télévisions.
L'édition du 20h week-end s'y tournait déjà depuis le 4 septembre 2009 sur le plateau conçu en 2004 par Philippe Miramon et Jean-Jacques Amsellem pour le nouveau 13h. 
Les journaux sont alors réalisés par Daniela Suteu, Fabien Sarfati, Jean-Marc Stabler et Damien Pirolli.

### 1erseptembre 2014 - 30 juillet 2017 | Studio Pierre Sabbagh, esplanade Henri de France
Avec la naissance de France Info à la TV, l'Atrium est désormais dédié à accueillir la rédaction et le plateau de la nouvelle chaine d'information continue.
C'est dans le studio Pierre Sabbagh, studio historique de l'info, que revient le journal avec un nouveau décor dirigé et pensé (Habillage et technique) par le réalisateur Philippe Miramon.
En demi-cercle, le plateau est couleur crème et ouvre en arrière-plan sur une vue panoramique de Paris dont la couleur et la luminosité changent selon l'édition et les saisons. David Pujadas qui aura connu les quatre précédents décors y fait ses adieux au JT de France 2 le 8 juin 2017.

### 4 septembre 2017 - 2 juillet 2023 | Studio Pierre Desgraupes, esplanade Henri de France
Du 31 juillet au 3 septembre 2017, le journal de 20 heures est provisoirement tourné depuis le studio des journaux matinaux associés à Télématin.
Le nouveau plateau en construction dans le studio C au sous-sol de France Télévision est inauguré par Anne Sophie Lapix, le 4 septembre 2017. Monumental, dit « Cathédrale », il est immense pour une édition d'information et sert également pour le 13 Heures, les soirées électorales, les éditions spéciales mais aussi pour d'autres magazines de la rédaction comme Envoyé Spécial (ou Télématin jusque 2021 où un plateau dédié au magazine sera construit).
Modulaire il se décline en deux étages encadrant un écran géant devant lequel une table modulable et dynamique peut être utilisée en différentes configurations selon le nombre d'intervenants en plateau ou l'utilisation faite (débat, démonstration, chronique...). Des plateaux attenants dans les étages peuvent être utilisés notamment en cas de soirées électorales ou éditions spéciales.
Enfin toute la partie droite du plateau est occupée par un immense fond vert permettant des séquences de réalités augmentées spectaculaires ou plus simplement le tournage de la météo.

### Grèves et situations perturbées | Régie Finale, esplanade Henri de France
En cas de grève, les éditions sont enregistrées dans la régie finale de France Télévisions, tout comme Télématin et le 13 HEURES. Un petit plateau reproduction minimaliste de celui de 1998 accueille une table triangulaire et au maximum trois journalistes intervenant.
Ce plateau est légèrement rénové pour laisser place à un décor en fond bleu-blanc chaud uni et flou avec un écran unique en fond pour décor dès 2009.

### Hors les murs
Des éditions spéciales, notamment à l'occasion du 11 septembre, d'élections américaines, de commémorations, d'événements sportifs tels que le tour de France ou tout simplement des délocalisations en régions ont lieu ponctuellement conduisant à des présentations intégrales en duplex soit à des présentations bi localisées hors les murs et sur le plateau.
Durant les Jeux olympiques d'été de 2024 organisés à Paris, le journal est présenté depuis la terrasse de France Télévisions installée sur le toit du Musée de l'Homme au Trocadéro pour l'occasion. Il offre notamment une vue directe sur la Tour Eiffel et la Seine. Durant les Jeux paralympiques d'été de 2024, il déplacé sur la place Charles-de-Gaulle face à l'Arc de triomphe de l'Étoile.
Le décor est alors parfois déménagé sur place (souvent la table uniquement) ou il n'y a tout simplement pas de décor autre que l'environnement dans lequel déambule/se fixe le présentateur.

## Présentateurs et présentatrices
Le journal est présenté en semaine, du lundi au jeudi, par Sonia Chironi jusqu'à fin Aout[Quand ?]. Le week-end, le 20 heures est présenté, du vendredi au dimanche, par Laurent Delahousse. 
En 2018, Alexandra Bensaïd remplace François Lenglet.
Le 27 mai 2025, la direction de France Télévisions annonce qu'Anne-Sophie Lapix ne présentera plus le journal de 20h. Elle sera remplacée par Léa Salamé à la rentrée 2025.

## Critiques
En décembre 2012, le site web Actuchomage publie un article dans lequel il reproche à ce journal de participer à la stigmatisation des chômeurs et d'être pro-Medef.
En 2014, Bruno Masure critique le présentateur David Pujadas pour la place qu'il accorde aux « faits divers crapuleux » et pour avoir transformé le journal télévisé « en officine de propagande néolibérale, avec un matraquage subtil, répétitif et totalement assumé ».
L’annonce de l’arrivée de Léa Salamé en 2026 suscite des interrogations quant à sa relation avec Raphaël Glucksmann, qui pourrait poser problème dans le cadre de l’élection présidentielle de 2027.

## Polémiques
En 1988, Le Quotidien de Paris révélait que le générique des journaux d'information d'A2 contenait une image subliminale du visage de François Mitterrand. Le lendemain, William Leymergie (présentateur du 13 heures), recevait Elie Vannier (directeur de l'information) pour évoquer cette polémique. En effet au ralenti, on pouvait reconnaître le visage du président dans le logo d'Antenne 2. D'après Elie Vannier, ce n'était pas à cause du générique que François Mitterrand avait été élu aux élections de la même année :

«  Un matin (...) on a appris que le Quotidien de Paris avait révélé qu'il y avait une image subliminale de François Mitterrand dans le générique d'Antenne 2, et que dans ces conditions, l'élection présidentielle tout entière en avait été faussée. Alors on est tous allé dans une salle de montage, on a visionné image par image, plan par plan, et tout d'un coup au milieu du « 2 » de A2 est apparu d'une façon d'ailleurs pas très nette, la tête de Mitterrand. Y'avait bien l'image du Président de la République. Ça a été très douloureux pour le président d'Antenne 2 de l'époque qui s'appelait Claude Contamine. Claude Contamine avait été nommé en 86, essentiellement parce que c'était un vieux gaulliste. Et on l'avait nommé là, parce qu'on était sûr qu'il ne ferait pas la campagne de Mitterrand. Et patatras, le malheureux, toute la presse de droite et tous les électeurs de droite lui reprochaient d'avoir fait, volens nolens, la campagne de François Mitterrand.  »

Elie Vannier revenant sur la polémique dans l'émission TV+  en 1998 sur Canal+.
En décembre 2016, le journal de France 2 affirme qu’un bar de la commune de Sevran (Seine-Saint-Denis) est interdit aux femmes, générant de nombreux débats sur la montée du communautarisme. Plus tard, le Bondy Blog démontre qu'il n'en est rien (l’établissement sert de l’alcool et accueille des clientes), ce que confirment d'autres journalistes.
Lors du journal du 10 août 2018, la journaliste Valérie Astruc, chef adjoint du service politique de France 2, présente une image où l’on voit le président russe poser aux côtés d’un tigre couché et commente : « Vladimir Poutine épate le plus la galerie : chasse au tigre en Sibérie (Russie), plongée dans les eaux glacées du lac Baïkal. Avec le maître du Kremlin, la propagande ne prend jamais de congés ». C'est une fausse nouvelle, il s’agissait en fait d’une image datant de 2008 où l’on voit Poutine entouré de chercheurs qui surveillent les tigres à l’état sauvage dans le cadre du programme Tigre de l’Amour. Le tigre qui gît aux pieds de Poutine est anesthésié par un tranquillisant. La rédaction de France 2 avait déjà diffusé cette fausse nouvelle, en janvier 2013, lors de son journal de 20 heures.

## Quelques audiences
| Jour de diffusion          | Présentateur          | Audience moyenne          | Audience moyenne | Réf.   |
| Jour de diffusion          | Présentateur          | Nombre de téléspectateurs | PDM              | Réf.   |
| -------------------------- | --------------------- | ------------------------- | ---------------- | ------ |
| Vendredi 7 décembre 2012   | Laurent Delahousse    | 5 000 000                 | 20 %             |        |
| Lundi 12 août 2013         | Julian Bugier         | 4 400 000                 | 23 %             |        |
| Mardi 18 février 2014      | David Pujadas         | 5 700 000                 | 22,5 %           |        |
| Mardi 9 septembre 2014     | David Pujadas         | 4 600 000                 | 20,6 %           |        |
| Dimanche 11 janvier 2015   | Laurent Delahousse    | 7 500 000                 | 26,1 %           | [ 23 ] |
| Lundi 3 août 2015          | Marie Drucker         | 3 890 000                 | 24,3 %           | [ 24 ] |
| Lundi 17 août 2015         | Julian Bugier         | 4 700 000                 | 24 %             | [ 25 ] |
| Vendredi 18 septembre 2015 | Laurent Delahousse    | 4 900 000                 | 23,3 %           | [ 26 ] |
| Jeudi 8 octobre 2015       | David Pujadas         | 5 450 000                 | 22,7 %           | [ 27 ] |
| Lundi 9 novembre 2015      | Julian Bugier         | 5 665 000                 | 21,9 %           | [ 28 ] |
| Dimanche 5 mars 2017       | Laurent Delahousse    | 7 169 000                 | 27,7 %           | [ 29 ] |
| Jeudi 8 juin 2017          | David Pujadas         | 5 500 000                 | 25,8 %           | [ 30 ] |
| Lundi 4 septembre 2017     | Anne-Sophie Lapix     | 5 790 000                 | 24,2 %           | [ 31 ] |
| Mercredi 7 août 2019       | Julian Bugier         | 4 400 000                 | 27,8 %           | [ 32 ] |
| Mardi 17 mars 2020         | Anne-Sophie Lapix     | 8 860 000                 | 29,3 %           | [ 33 ] |
| Jeudi 21 juillet 2022      | Jean-Baptiste Marteau | 4 020 000                 | 25,3 %           | [ 34 ] |

Légende :
- Le plus haut chiffre d'audience (à l'occasion d'une édition spéciale avec une interview du Premier ministre, Édouard Philippe)